# Rune Djurhuus
Rune Djurhuus (Elverum, 25 de gener de 1970), és un jugador d'escacs noruec, el quart del seu país en obtenir el títol de Gran Mestre des de 1996. Juga pel club d'escacs "Akademisk", vinculat a la Universitat d'Oslo; és també columnista d'escacs per les publicacions Aftenposten i Adresseavisen.
A la llista d'Elo de la FIDE del febrer de 2022, hi tenia un Elo de 2403 punts, cosa que en feia el jugador número 22 (en actiu) de Noruega. El seu màxim Elo va ser de 2515 punts, a la llista de juliol de 1995 (posició 296 al rànquing mundial).
|  |

## Resultats destacats en competició
Djurhuus es va proclamar campió juvenil de Noruega el 1985. Va obtenir el títol de Mestre Internacional el 1989. El 1991, a Arnhem, es va proclamar Campió d'Europa juvenil, per davant de Vladímir Kràmnik entre d'altres. Va assolir el títol de Gran Mestre després de fer una norma d'escacs a les Olimpíades de Manila 1992, i dues més als torneigs de Gausdal de 1994-1995 i de 1995-1996.
El seu estil de joc és agut i agressiu. Amb negres, fa servir regularment la defensa índia de rei contra 1.d4, i la defensa siciliana contra 1.e4. Amb blanques, Djurhuus normalment juga 1.e4.

## Partida notable
En una tria informal de la Federació Noruega d'Escacs el 1999, aquesta partida va ser votada com la millor de Noruega.
|   | a | b | c | d | e | f | g | h |   |
| 8 | a8 negres torre · c8 negres alfil · f8 negres torre · g8 negres rei · a7 negres peó · b7 negres peó · d7 negres cavall · e7 negres alfil · g7 negres peó · h7 negres peó · b6 negres dama · c6 negres cavall · e6 negres peó · d5 negres peó · e5 blanques peó · d4 blanques peó · a3 blanques peó · d3 blanques alfil · f3 blanques cavall · g3 blanques cavall · b2 blanques peó · g2 blanques peó · h2 blanques peó · a1 blanques torre · c1 blanques alfil · d1 blanques dama · e1 blanques rei · h1 blanques torre | a8 negres torre · c8 negres alfil · f8 negres torre · g8 negres rei · a7 negres peó · b7 negres peó · d7 negres cavall · e7 negres alfil · g7 negres peó · h7 negres peó · b6 negres dama · c6 negres cavall · e6 negres peó · d5 negres peó · e5 blanques peó · d4 blanques peó · a3 blanques peó · d3 blanques alfil · f3 blanques cavall · g3 blanques cavall · b2 blanques peó · g2 blanques peó · h2 blanques peó · a1 blanques torre · c1 blanques alfil · d1 blanques dama · e1 blanques rei · h1 blanques torre | a8 negres torre · c8 negres alfil · f8 negres torre · g8 negres rei · a7 negres peó · b7 negres peó · d7 negres cavall · e7 negres alfil · g7 negres peó · h7 negres peó · b6 negres dama · c6 negres cavall · e6 negres peó · d5 negres peó · e5 blanques peó · d4 blanques peó · a3 blanques peó · d3 blanques alfil · f3 blanques cavall · g3 blanques cavall · b2 blanques peó · g2 blanques peó · h2 blanques peó · a1 blanques torre · c1 blanques alfil · d1 blanques dama · e1 blanques rei · h1 blanques torre | a8 negres torre · c8 negres alfil · f8 negres torre · g8 negres rei · a7 negres peó · b7 negres peó · d7 negres cavall · e7 negres alfil · g7 negres peó · h7 negres peó · b6 negres dama · c6 negres cavall · e6 negres peó · d5 negres peó · e5 blanques peó · d4 blanques peó · a3 blanques peó · d3 blanques alfil · f3 blanques cavall · g3 blanques cavall · b2 blanques peó · g2 blanques peó · h2 blanques peó · a1 blanques torre · c1 blanques alfil · d1 blanques dama · e1 blanques rei · h1 blanques torre | a8 negres torre · c8 negres alfil · f8 negres torre · g8 negres rei · a7 negres peó · b7 negres peó · d7 negres cavall · e7 negres alfil · g7 negres peó · h7 negres peó · b6 negres dama · c6 negres cavall · e6 negres peó · d5 negres peó · e5 blanques peó · d4 blanques peó · a3 blanques peó · d3 blanques alfil · f3 blanques cavall · g3 blanques cavall · b2 blanques peó · g2 blanques peó · h2 blanques peó · a1 blanques torre · c1 blanques alfil · d1 blanques dama · e1 blanques rei · h1 blanques torre | a8 negres torre · c8 negres alfil · f8 negres torre · g8 negres rei · a7 negres peó · b7 negres peó · d7 negres cavall · e7 negres alfil · g7 negres peó · h7 negres peó · b6 negres dama · c6 negres cavall · e6 negres peó · d5 negres peó · e5 blanques peó · d4 blanques peó · a3 blanques peó · d3 blanques alfil · f3 blanques cavall · g3 blanques cavall · b2 blanques peó · g2 blanques peó · h2 blanques peó · a1 blanques torre · c1 blanques alfil · d1 blanques dama · e1 blanques rei · h1 blanques torre | a8 negres torre · c8 negres alfil · f8 negres torre · g8 negres rei · a7 negres peó · b7 negres peó · d7 negres cavall · e7 negres alfil · g7 negres peó · h7 negres peó · b6 negres dama · c6 negres cavall · e6 negres peó · d5 negres peó · e5 blanques peó · d4 blanques peó · a3 blanques peó · d3 blanques alfil · f3 blanques cavall · g3 blanques cavall · b2 blanques peó · g2 blanques peó · h2 blanques peó · a1 blanques torre · c1 blanques alfil · d1 blanques dama · e1 blanques rei · h1 blanques torre | a8 negres torre · c8 negres alfil · f8 negres torre · g8 negres rei · a7 negres peó · b7 negres peó · d7 negres cavall · e7 negres alfil · g7 negres peó · h7 negres peó · b6 negres dama · c6 negres cavall · e6 negres peó · d5 negres peó · e5 blanques peó · d4 blanques peó · a3 blanques peó · d3 blanques alfil · f3 blanques cavall · g3 blanques cavall · b2 blanques peó · g2 blanques peó · h2 blanques peó · a1 blanques torre · c1 blanques alfil · d1 blanques dama · e1 blanques rei · h1 blanques torre | 8 |
| 7 | a8 negres torre · c8 negres alfil · f8 negres torre · g8 negres rei · a7 negres peó · b7 negres peó · d7 negres cavall · e7 negres alfil · g7 negres peó · h7 negres peó · b6 negres dama · c6 negres cavall · e6 negres peó · d5 negres peó · e5 blanques peó · d4 blanques peó · a3 blanques peó · d3 blanques alfil · f3 blanques cavall · g3 blanques cavall · b2 blanques peó · g2 blanques peó · h2 blanques peó · a1 blanques torre · c1 blanques alfil · d1 blanques dama · e1 blanques rei · h1 blanques torre | a8 negres torre · c8 negres alfil · f8 negres torre · g8 negres rei · a7 negres peó · b7 negres peó · d7 negres cavall · e7 negres alfil · g7 negres peó · h7 negres peó · b6 negres dama · c6 negres cavall · e6 negres peó · d5 negres peó · e5 blanques peó · d4 blanques peó · a3 blanques peó · d3 blanques alfil · f3 blanques cavall · g3 blanques cavall · b2 blanques peó · g2 blanques peó · h2 blanques peó · a1 blanques torre · c1 blanques alfil · d1 blanques dama · e1 blanques rei · h1 blanques torre | a8 negres torre · c8 negres alfil · f8 negres torre · g8 negres rei · a7 negres peó · b7 negres peó · d7 negres cavall · e7 negres alfil · g7 negres peó · h7 negres peó · b6 negres dama · c6 negres cavall · e6 negres peó · d5 negres peó · e5 blanques peó · d4 blanques peó · a3 blanques peó · d3 blanques alfil · f3 blanques cavall · g3 blanques cavall · b2 blanques peó · g2 blanques peó · h2 blanques peó · a1 blanques torre · c1 blanques alfil · d1 blanques dama · e1 blanques rei · h1 blanques torre | a8 negres torre · c8 negres alfil · f8 negres torre · g8 negres rei · a7 negres peó · b7 negres peó · d7 negres cavall · e7 negres alfil · g7 negres peó · h7 negres peó · b6 negres dama · c6 negres cavall · e6 negres peó · d5 negres peó · e5 blanques peó · d4 blanques peó · a3 blanques peó · d3 blanques alfil · f3 blanques cavall · g3 blanques cavall · b2 blanques peó · g2 blanques peó · h2 blanques peó · a1 blanques torre · c1 blanques alfil · d1 blanques dama · e1 blanques rei · h1 blanques torre | a8 negres torre · c8 negres alfil · f8 negres torre · g8 negres rei · a7 negres peó · b7 negres peó · d7 negres cavall · e7 negres alfil · g7 negres peó · h7 negres peó · b6 negres dama · c6 negres cavall · e6 negres peó · d5 negres peó · e5 blanques peó · d4 blanques peó · a3 blanques peó · d3 blanques alfil · f3 blanques cavall · g3 blanques cavall · b2 blanques peó · g2 blanques peó · h2 blanques peó · a1 blanques torre · c1 blanques alfil · d1 blanques dama · e1 blanques rei · h1 blanques torre | a8 negres torre · c8 negres alfil · f8 negres torre · g8 negres rei · a7 negres peó · b7 negres peó · d7 negres cavall · e7 negres alfil · g7 negres peó · h7 negres peó · b6 negres dama · c6 negres cavall · e6 negres peó · d5 negres peó · e5 blanques peó · d4 blanques peó · a3 blanques peó · d3 blanques alfil · f3 blanques cavall · g3 blanques cavall · b2 blanques peó · g2 blanques peó · h2 blanques peó · a1 blanques torre · c1 blanques alfil · d1 blanques dama · e1 blanques rei · h1 blanques torre | a8 negres torre · c8 negres alfil · f8 negres torre · g8 negres rei · a7 negres peó · b7 negres peó · d7 negres cavall · e7 negres alfil · g7 negres peó · h7 negres peó · b6 negres dama · c6 negres cavall · e6 negres peó · d5 negres peó · e5 blanques peó · d4 blanques peó · a3 blanques peó · d3 blanques alfil · f3 blanques cavall · g3 blanques cavall · b2 blanques peó · g2 blanques peó · h2 blanques peó · a1 blanques torre · c1 blanques alfil · d1 blanques dama · e1 blanques rei · h1 blanques torre | a8 negres torre · c8 negres alfil · f8 negres torre · g8 negres rei · a7 negres peó · b7 negres peó · d7 negres cavall · e7 negres alfil · g7 negres peó · h7 negres peó · b6 negres dama · c6 negres cavall · e6 negres peó · d5 negres peó · e5 blanques peó · d4 blanques peó · a3 blanques peó · d3 blanques alfil · f3 blanques cavall · g3 blanques cavall · b2 blanques peó · g2 blanques peó · h2 blanques peó · a1 blanques torre · c1 blanques alfil · d1 blanques dama · e1 blanques rei · h1 blanques torre | 7 |
| 6 | a8 negres torre · c8 negres alfil · f8 negres torre · g8 negres rei · a7 negres peó · b7 negres peó · d7 negres cavall · e7 negres alfil · g7 negres peó · h7 negres peó · b6 negres dama · c6 negres cavall · e6 negres peó · d5 negres peó · e5 blanques peó · d4 blanques peó · a3 blanques peó · d3 blanques alfil · f3 blanques cavall · g3 blanques cavall · b2 blanques peó · g2 blanques peó · h2 blanques peó · a1 blanques torre · c1 blanques alfil · d1 blanques dama · e1 blanques rei · h1 blanques torre | a8 negres torre · c8 negres alfil · f8 negres torre · g8 negres rei · a7 negres peó · b7 negres peó · d7 negres cavall · e7 negres alfil · g7 negres peó · h7 negres peó · b6 negres dama · c6 negres cavall · e6 negres peó · d5 negres peó · e5 blanques peó · d4 blanques peó · a3 blanques peó · d3 blanques alfil · f3 blanques cavall · g3 blanques cavall · b2 blanques peó · g2 blanques peó · h2 blanques peó · a1 blanques torre · c1 blanques alfil · d1 blanques dama · e1 blanques rei · h1 blanques torre | a8 negres torre · c8 negres alfil · f8 negres torre · g8 negres rei · a7 negres peó · b7 negres peó · d7 negres cavall · e7 negres alfil · g7 negres peó · h7 negres peó · b6 negres dama · c6 negres cavall · e6 negres peó · d5 negres peó · e5 blanques peó · d4 blanques peó · a3 blanques peó · d3 blanques alfil · f3 blanques cavall · g3 blanques cavall · b2 blanques peó · g2 blanques peó · h2 blanques peó · a1 blanques torre · c1 blanques alfil · d1 blanques dama · e1 blanques rei · h1 blanques torre | a8 negres torre · c8 negres alfil · f8 negres torre · g8 negres rei · a7 negres peó · b7 negres peó · d7 negres cavall · e7 negres alfil · g7 negres peó · h7 negres peó · b6 negres dama · c6 negres cavall · e6 negres peó · d5 negres peó · e5 blanques peó · d4 blanques peó · a3 blanques peó · d3 blanques alfil · f3 blanques cavall · g3 blanques cavall · b2 blanques peó · g2 blanques peó · h2 blanques peó · a1 blanques torre · c1 blanques alfil · d1 blanques dama · e1 blanques rei · h1 blanques torre | a8 negres torre · c8 negres alfil · f8 negres torre · g8 negres rei · a7 negres peó · b7 negres peó · d7 negres cavall · e7 negres alfil · g7 negres peó · h7 negres peó · b6 negres dama · c6 negres cavall · e6 negres peó · d5 negres peó · e5 blanques peó · d4 blanques peó · a3 blanques peó · d3 blanques alfil · f3 blanques cavall · g3 blanques cavall · b2 blanques peó · g2 blanques peó · h2 blanques peó · a1 blanques torre · c1 blanques alfil · d1 blanques dama · e1 blanques rei · h1 blanques torre | a8 negres torre · c8 negres alfil · f8 negres torre · g8 negres rei · a7 negres peó · b7 negres peó · d7 negres cavall · e7 negres alfil · g7 negres peó · h7 negres peó · b6 negres dama · c6 negres cavall · e6 negres peó · d5 negres peó · e5 blanques peó · d4 blanques peó · a3 blanques peó · d3 blanques alfil · f3 blanques cavall · g3 blanques cavall · b2 blanques peó · g2 blanques peó · h2 blanques peó · a1 blanques torre · c1 blanques alfil · d1 blanques dama · e1 blanques rei · h1 blanques torre | a8 negres torre · c8 negres alfil · f8 negres torre · g8 negres rei · a7 negres peó · b7 negres peó · d7 negres cavall · e7 negres alfil · g7 negres peó · h7 negres peó · b6 negres dama · c6 negres cavall · e6 negres peó · d5 negres peó · e5 blanques peó · d4 blanques peó · a3 blanques peó · d3 blanques alfil · f3 blanques cavall · g3 blanques cavall · b2 blanques peó · g2 blanques peó · h2 blanques peó · a1 blanques torre · c1 blanques alfil · d1 blanques dama · e1 blanques rei · h1 blanques torre | a8 negres torre · c8 negres alfil · f8 negres torre · g8 negres rei · a7 negres peó · b7 negres peó · d7 negres cavall · e7 negres alfil · g7 negres peó · h7 negres peó · b6 negres dama · c6 negres cavall · e6 negres peó · d5 negres peó · e5 blanques peó · d4 blanques peó · a3 blanques peó · d3 blanques alfil · f3 blanques cavall · g3 blanques cavall · b2 blanques peó · g2 blanques peó · h2 blanques peó · a1 blanques torre · c1 blanques alfil · d1 blanques dama · e1 blanques rei · h1 blanques torre | 6 |
| 5 | a8 negres torre · c8 negres alfil · f8 negres torre · g8 negres rei · a7 negres peó · b7 negres peó · d7 negres cavall · e7 negres alfil · g7 negres peó · h7 negres peó · b6 negres dama · c6 negres cavall · e6 negres peó · d5 negres peó · e5 blanques peó · d4 blanques peó · a3 blanques peó · d3 blanques alfil · f3 blanques cavall · g3 blanques cavall · b2 blanques peó · g2 blanques peó · h2 blanques peó · a1 blanques torre · c1 blanques alfil · d1 blanques dama · e1 blanques rei · h1 blanques torre | a8 negres torre · c8 negres alfil · f8 negres torre · g8 negres rei · a7 negres peó · b7 negres peó · d7 negres cavall · e7 negres alfil · g7 negres peó · h7 negres peó · b6 negres dama · c6 negres cavall · e6 negres peó · d5 negres peó · e5 blanques peó · d4 blanques peó · a3 blanques peó · d3 blanques alfil · f3 blanques cavall · g3 blanques cavall · b2 blanques peó · g2 blanques peó · h2 blanques peó · a1 blanques torre · c1 blanques alfil · d1 blanques dama · e1 blanques rei · h1 blanques torre | a8 negres torre · c8 negres alfil · f8 negres torre · g8 negres rei · a7 negres peó · b7 negres peó · d7 negres cavall · e7 negres alfil · g7 negres peó · h7 negres peó · b6 negres dama · c6 negres cavall · e6 negres peó · d5 negres peó · e5 blanques peó · d4 blanques peó · a3 blanques peó · d3 blanques alfil · f3 blanques cavall · g3 blanques cavall · b2 blanques peó · g2 blanques peó · h2 blanques peó · a1 blanques torre · c1 blanques alfil · d1 blanques dama · e1 blanques rei · h1 blanques torre | a8 negres torre · c8 negres alfil · f8 negres torre · g8 negres rei · a7 negres peó · b7 negres peó · d7 negres cavall · e7 negres alfil · g7 negres peó · h7 negres peó · b6 negres dama · c6 negres cavall · e6 negres peó · d5 negres peó · e5 blanques peó · d4 blanques peó · a3 blanques peó · d3 blanques alfil · f3 blanques cavall · g3 blanques cavall · b2 blanques peó · g2 blanques peó · h2 blanques peó · a1 blanques torre · c1 blanques alfil · d1 blanques dama · e1 blanques rei · h1 blanques torre | a8 negres torre · c8 negres alfil · f8 negres torre · g8 negres rei · a7 negres peó · b7 negres peó · d7 negres cavall · e7 negres alfil · g7 negres peó · h7 negres peó · b6 negres dama · c6 negres cavall · e6 negres peó · d5 negres peó · e5 blanques peó · d4 blanques peó · a3 blanques peó · d3 blanques alfil · f3 blanques cavall · g3 blanques cavall · b2 blanques peó · g2 blanques peó · h2 blanques peó · a1 blanques torre · c1 blanques alfil · d1 blanques dama · e1 blanques rei · h1 blanques torre | a8 negres torre · c8 negres alfil · f8 negres torre · g8 negres rei · a7 negres peó · b7 negres peó · d7 negres cavall · e7 negres alfil · g7 negres peó · h7 negres peó · b6 negres dama · c6 negres cavall · e6 negres peó · d5 negres peó · e5 blanques peó · d4 blanques peó · a3 blanques peó · d3 blanques alfil · f3 blanques cavall · g3 blanques cavall · b2 blanques peó · g2 blanques peó · h2 blanques peó · a1 blanques torre · c1 blanques alfil · d1 blanques dama · e1 blanques rei · h1 blanques torre | a8 negres torre · c8 negres alfil · f8 negres torre · g8 negres rei · a7 negres peó · b7 negres peó · d7 negres cavall · e7 negres alfil · g7 negres peó · h7 negres peó · b6 negres dama · c6 negres cavall · e6 negres peó · d5 negres peó · e5 blanques peó · d4 blanques peó · a3 blanques peó · d3 blanques alfil · f3 blanques cavall · g3 blanques cavall · b2 blanques peó · g2 blanques peó · h2 blanques peó · a1 blanques torre · c1 blanques alfil · d1 blanques dama · e1 blanques rei · h1 blanques torre | a8 negres torre · c8 negres alfil · f8 negres torre · g8 negres rei · a7 negres peó · b7 negres peó · d7 negres cavall · e7 negres alfil · g7 negres peó · h7 negres peó · b6 negres dama · c6 negres cavall · e6 negres peó · d5 negres peó · e5 blanques peó · d4 blanques peó · a3 blanques peó · d3 blanques alfil · f3 blanques cavall · g3 blanques cavall · b2 blanques peó · g2 blanques peó · h2 blanques peó · a1 blanques torre · c1 blanques alfil · d1 blanques dama · e1 blanques rei · h1 blanques torre | 5 |
| 4 | a8 negres torre · c8 negres alfil · f8 negres torre · g8 negres rei · a7 negres peó · b7 negres peó · d7 negres cavall · e7 negres alfil · g7 negres peó · h7 negres peó · b6 negres dama · c6 negres cavall · e6 negres peó · d5 negres peó · e5 blanques peó · d4 blanques peó · a3 blanques peó · d3 blanques alfil · f3 blanques cavall · g3 blanques cavall · b2 blanques peó · g2 blanques peó · h2 blanques peó · a1 blanques torre · c1 blanques alfil · d1 blanques dama · e1 blanques rei · h1 blanques torre | a8 negres torre · c8 negres alfil · f8 negres torre · g8 negres rei · a7 negres peó · b7 negres peó · d7 negres cavall · e7 negres alfil · g7 negres peó · h7 negres peó · b6 negres dama · c6 negres cavall · e6 negres peó · d5 negres peó · e5 blanques peó · d4 blanques peó · a3 blanques peó · d3 blanques alfil · f3 blanques cavall · g3 blanques cavall · b2 blanques peó · g2 blanques peó · h2 blanques peó · a1 blanques torre · c1 blanques alfil · d1 blanques dama · e1 blanques rei · h1 blanques torre | a8 negres torre · c8 negres alfil · f8 negres torre · g8 negres rei · a7 negres peó · b7 negres peó · d7 negres cavall · e7 negres alfil · g7 negres peó · h7 negres peó · b6 negres dama · c6 negres cavall · e6 negres peó · d5 negres peó · e5 blanques peó · d4 blanques peó · a3 blanques peó · d3 blanques alfil · f3 blanques cavall · g3 blanques cavall · b2 blanques peó · g2 blanques peó · h2 blanques peó · a1 blanques torre · c1 blanques alfil · d1 blanques dama · e1 blanques rei · h1 blanques torre | a8 negres torre · c8 negres alfil · f8 negres torre · g8 negres rei · a7 negres peó · b7 negres peó · d7 negres cavall · e7 negres alfil · g7 negres peó · h7 negres peó · b6 negres dama · c6 negres cavall · e6 negres peó · d5 negres peó · e5 blanques peó · d4 blanques peó · a3 blanques peó · d3 blanques alfil · f3 blanques cavall · g3 blanques cavall · b2 blanques peó · g2 blanques peó · h2 blanques peó · a1 blanques torre · c1 blanques alfil · d1 blanques dama · e1 blanques rei · h1 blanques torre | a8 negres torre · c8 negres alfil · f8 negres torre · g8 negres rei · a7 negres peó · b7 negres peó · d7 negres cavall · e7 negres alfil · g7 negres peó · h7 negres peó · b6 negres dama · c6 negres cavall · e6 negres peó · d5 negres peó · e5 blanques peó · d4 blanques peó · a3 blanques peó · d3 blanques alfil · f3 blanques cavall · g3 blanques cavall · b2 blanques peó · g2 blanques peó · h2 blanques peó · a1 blanques torre · c1 blanques alfil · d1 blanques dama · e1 blanques rei · h1 blanques torre | a8 negres torre · c8 negres alfil · f8 negres torre · g8 negres rei · a7 negres peó · b7 negres peó · d7 negres cavall · e7 negres alfil · g7 negres peó · h7 negres peó · b6 negres dama · c6 negres cavall · e6 negres peó · d5 negres peó · e5 blanques peó · d4 blanques peó · a3 blanques peó · d3 blanques alfil · f3 blanques cavall · g3 blanques cavall · b2 blanques peó · g2 blanques peó · h2 blanques peó · a1 blanques torre · c1 blanques alfil · d1 blanques dama · e1 blanques rei · h1 blanques torre | a8 negres torre · c8 negres alfil · f8 negres torre · g8 negres rei · a7 negres peó · b7 negres peó · d7 negres cavall · e7 negres alfil · g7 negres peó · h7 negres peó · b6 negres dama · c6 negres cavall · e6 negres peó · d5 negres peó · e5 blanques peó · d4 blanques peó · a3 blanques peó · d3 blanques alfil · f3 blanques cavall · g3 blanques cavall · b2 blanques peó · g2 blanques peó · h2 blanques peó · a1 blanques torre · c1 blanques alfil · d1 blanques dama · e1 blanques rei · h1 blanques torre | a8 negres torre · c8 negres alfil · f8 negres torre · g8 negres rei · a7 negres peó · b7 negres peó · d7 negres cavall · e7 negres alfil · g7 negres peó · h7 negres peó · b6 negres dama · c6 negres cavall · e6 negres peó · d5 negres peó · e5 blanques peó · d4 blanques peó · a3 blanques peó · d3 blanques alfil · f3 blanques cavall · g3 blanques cavall · b2 blanques peó · g2 blanques peó · h2 blanques peó · a1 blanques torre · c1 blanques alfil · d1 blanques dama · e1 blanques rei · h1 blanques torre | 4 |
| 3 | a8 negres torre · c8 negres alfil · f8 negres torre · g8 negres rei · a7 negres peó · b7 negres peó · d7 negres cavall · e7 negres alfil · g7 negres peó · h7 negres peó · b6 negres dama · c6 negres cavall · e6 negres peó · d5 negres peó · e5 blanques peó · d4 blanques peó · a3 blanques peó · d3 blanques alfil · f3 blanques cavall · g3 blanques cavall · b2 blanques peó · g2 blanques peó · h2 blanques peó · a1 blanques torre · c1 blanques alfil · d1 blanques dama · e1 blanques rei · h1 blanques torre | a8 negres torre · c8 negres alfil · f8 negres torre · g8 negres rei · a7 negres peó · b7 negres peó · d7 negres cavall · e7 negres alfil · g7 negres peó · h7 negres peó · b6 negres dama · c6 negres cavall · e6 negres peó · d5 negres peó · e5 blanques peó · d4 blanques peó · a3 blanques peó · d3 blanques alfil · f3 blanques cavall · g3 blanques cavall · b2 blanques peó · g2 blanques peó · h2 blanques peó · a1 blanques torre · c1 blanques alfil · d1 blanques dama · e1 blanques rei · h1 blanques torre | a8 negres torre · c8 negres alfil · f8 negres torre · g8 negres rei · a7 negres peó · b7 negres peó · d7 negres cavall · e7 negres alfil · g7 negres peó · h7 negres peó · b6 negres dama · c6 negres cavall · e6 negres peó · d5 negres peó · e5 blanques peó · d4 blanques peó · a3 blanques peó · d3 blanques alfil · f3 blanques cavall · g3 blanques cavall · b2 blanques peó · g2 blanques peó · h2 blanques peó · a1 blanques torre · c1 blanques alfil · d1 blanques dama · e1 blanques rei · h1 blanques torre | a8 negres torre · c8 negres alfil · f8 negres torre · g8 negres rei · a7 negres peó · b7 negres peó · d7 negres cavall · e7 negres alfil · g7 negres peó · h7 negres peó · b6 negres dama · c6 negres cavall · e6 negres peó · d5 negres peó · e5 blanques peó · d4 blanques peó · a3 blanques peó · d3 blanques alfil · f3 blanques cavall · g3 blanques cavall · b2 blanques peó · g2 blanques peó · h2 blanques peó · a1 blanques torre · c1 blanques alfil · d1 blanques dama · e1 blanques rei · h1 blanques torre | a8 negres torre · c8 negres alfil · f8 negres torre · g8 negres rei · a7 negres peó · b7 negres peó · d7 negres cavall · e7 negres alfil · g7 negres peó · h7 negres peó · b6 negres dama · c6 negres cavall · e6 negres peó · d5 negres peó · e5 blanques peó · d4 blanques peó · a3 blanques peó · d3 blanques alfil · f3 blanques cavall · g3 blanques cavall · b2 blanques peó · g2 blanques peó · h2 blanques peó · a1 blanques torre · c1 blanques alfil · d1 blanques dama · e1 blanques rei · h1 blanques torre | a8 negres torre · c8 negres alfil · f8 negres torre · g8 negres rei · a7 negres peó · b7 negres peó · d7 negres cavall · e7 negres alfil · g7 negres peó · h7 negres peó · b6 negres dama · c6 negres cavall · e6 negres peó · d5 negres peó · e5 blanques peó · d4 blanques peó · a3 blanques peó · d3 blanques alfil · f3 blanques cavall · g3 blanques cavall · b2 blanques peó · g2 blanques peó · h2 blanques peó · a1 blanques torre · c1 blanques alfil · d1 blanques dama · e1 blanques rei · h1 blanques torre | a8 negres torre · c8 negres alfil · f8 negres torre · g8 negres rei · a7 negres peó · b7 negres peó · d7 negres cavall · e7 negres alfil · g7 negres peó · h7 negres peó · b6 negres dama · c6 negres cavall · e6 negres peó · d5 negres peó · e5 blanques peó · d4 blanques peó · a3 blanques peó · d3 blanques alfil · f3 blanques cavall · g3 blanques cavall · b2 blanques peó · g2 blanques peó · h2 blanques peó · a1 blanques torre · c1 blanques alfil · d1 blanques dama · e1 blanques rei · h1 blanques torre | a8 negres torre · c8 negres alfil · f8 negres torre · g8 negres rei · a7 negres peó · b7 negres peó · d7 negres cavall · e7 negres alfil · g7 negres peó · h7 negres peó · b6 negres dama · c6 negres cavall · e6 negres peó · d5 negres peó · e5 blanques peó · d4 blanques peó · a3 blanques peó · d3 blanques alfil · f3 blanques cavall · g3 blanques cavall · b2 blanques peó · g2 blanques peó · h2 blanques peó · a1 blanques torre · c1 blanques alfil · d1 blanques dama · e1 blanques rei · h1 blanques torre | 3 |
| 2 | a8 negres torre · c8 negres alfil · f8 negres torre · g8 negres rei · a7 negres peó · b7 negres peó · d7 negres cavall · e7 negres alfil · g7 negres peó · h7 negres peó · b6 negres dama · c6 negres cavall · e6 negres peó · d5 negres peó · e5 blanques peó · d4 blanques peó · a3 blanques peó · d3 blanques alfil · f3 blanques cavall · g3 blanques cavall · b2 blanques peó · g2 blanques peó · h2 blanques peó · a1 blanques torre · c1 blanques alfil · d1 blanques dama · e1 blanques rei · h1 blanques torre | a8 negres torre · c8 negres alfil · f8 negres torre · g8 negres rei · a7 negres peó · b7 negres peó · d7 negres cavall · e7 negres alfil · g7 negres peó · h7 negres peó · b6 negres dama · c6 negres cavall · e6 negres peó · d5 negres peó · e5 blanques peó · d4 blanques peó · a3 blanques peó · d3 blanques alfil · f3 blanques cavall · g3 blanques cavall · b2 blanques peó · g2 blanques peó · h2 blanques peó · a1 blanques torre · c1 blanques alfil · d1 blanques dama · e1 blanques rei · h1 blanques torre | a8 negres torre · c8 negres alfil · f8 negres torre · g8 negres rei · a7 negres peó · b7 negres peó · d7 negres cavall · e7 negres alfil · g7 negres peó · h7 negres peó · b6 negres dama · c6 negres cavall · e6 negres peó · d5 negres peó · e5 blanques peó · d4 blanques peó · a3 blanques peó · d3 blanques alfil · f3 blanques cavall · g3 blanques cavall · b2 blanques peó · g2 blanques peó · h2 blanques peó · a1 blanques torre · c1 blanques alfil · d1 blanques dama · e1 blanques rei · h1 blanques torre | a8 negres torre · c8 negres alfil · f8 negres torre · g8 negres rei · a7 negres peó · b7 negres peó · d7 negres cavall · e7 negres alfil · g7 negres peó · h7 negres peó · b6 negres dama · c6 negres cavall · e6 negres peó · d5 negres peó · e5 blanques peó · d4 blanques peó · a3 blanques peó · d3 blanques alfil · f3 blanques cavall · g3 blanques cavall · b2 blanques peó · g2 blanques peó · h2 blanques peó · a1 blanques torre · c1 blanques alfil · d1 blanques dama · e1 blanques rei · h1 blanques torre | a8 negres torre · c8 negres alfil · f8 negres torre · g8 negres rei · a7 negres peó · b7 negres peó · d7 negres cavall · e7 negres alfil · g7 negres peó · h7 negres peó · b6 negres dama · c6 negres cavall · e6 negres peó · d5 negres peó · e5 blanques peó · d4 blanques peó · a3 blanques peó · d3 blanques alfil · f3 blanques cavall · g3 blanques cavall · b2 blanques peó · g2 blanques peó · h2 blanques peó · a1 blanques torre · c1 blanques alfil · d1 blanques dama · e1 blanques rei · h1 blanques torre | a8 negres torre · c8 negres alfil · f8 negres torre · g8 negres rei · a7 negres peó · b7 negres peó · d7 negres cavall · e7 negres alfil · g7 negres peó · h7 negres peó · b6 negres dama · c6 negres cavall · e6 negres peó · d5 negres peó · e5 blanques peó · d4 blanques peó · a3 blanques peó · d3 blanques alfil · f3 blanques cavall · g3 blanques cavall · b2 blanques peó · g2 blanques peó · h2 blanques peó · a1 blanques torre · c1 blanques alfil · d1 blanques dama · e1 blanques rei · h1 blanques torre | a8 negres torre · c8 negres alfil · f8 negres torre · g8 negres rei · a7 negres peó · b7 negres peó · d7 negres cavall · e7 negres alfil · g7 negres peó · h7 negres peó · b6 negres dama · c6 negres cavall · e6 negres peó · d5 negres peó · e5 blanques peó · d4 blanques peó · a3 blanques peó · d3 blanques alfil · f3 blanques cavall · g3 blanques cavall · b2 blanques peó · g2 blanques peó · h2 blanques peó · a1 blanques torre · c1 blanques alfil · d1 blanques dama · e1 blanques rei · h1 blanques torre | a8 negres torre · c8 negres alfil · f8 negres torre · g8 negres rei · a7 negres peó · b7 negres peó · d7 negres cavall · e7 negres alfil · g7 negres peó · h7 negres peó · b6 negres dama · c6 negres cavall · e6 negres peó · d5 negres peó · e5 blanques peó · d4 blanques peó · a3 blanques peó · d3 blanques alfil · f3 blanques cavall · g3 blanques cavall · b2 blanques peó · g2 blanques peó · h2 blanques peó · a1 blanques torre · c1 blanques alfil · d1 blanques dama · e1 blanques rei · h1 blanques torre | 2 |
| 1 | a8 negres torre · c8 negres alfil · f8 negres torre · g8 negres rei · a7 negres peó · b7 negres peó · d7 negres cavall · e7 negres alfil · g7 negres peó · h7 negres peó · b6 negres dama · c6 negres cavall · e6 negres peó · d5 negres peó · e5 blanques peó · d4 blanques peó · a3 blanques peó · d3 blanques alfil · f3 blanques cavall · g3 blanques cavall · b2 blanques peó · g2 blanques peó · h2 blanques peó · a1 blanques torre · c1 blanques alfil · d1 blanques dama · e1 blanques rei · h1 blanques torre | a8 negres torre · c8 negres alfil · f8 negres torre · g8 negres rei · a7 negres peó · b7 negres peó · d7 negres cavall · e7 negres alfil · g7 negres peó · h7 negres peó · b6 negres dama · c6 negres cavall · e6 negres peó · d5 negres peó · e5 blanques peó · d4 blanques peó · a3 blanques peó · d3 blanques alfil · f3 blanques cavall · g3 blanques cavall · b2 blanques peó · g2 blanques peó · h2 blanques peó · a1 blanques torre · c1 blanques alfil · d1 blanques dama · e1 blanques rei · h1 blanques torre | a8 negres torre · c8 negres alfil · f8 negres torre · g8 negres rei · a7 negres peó · b7 negres peó · d7 negres cavall · e7 negres alfil · g7 negres peó · h7 negres peó · b6 negres dama · c6 negres cavall · e6 negres peó · d5 negres peó · e5 blanques peó · d4 blanques peó · a3 blanques peó · d3 blanques alfil · f3 blanques cavall · g3 blanques cavall · b2 blanques peó · g2 blanques peó · h2 blanques peó · a1 blanques torre · c1 blanques alfil · d1 blanques dama · e1 blanques rei · h1 blanques torre | a8 negres torre · c8 negres alfil · f8 negres torre · g8 negres rei · a7 negres peó · b7 negres peó · d7 negres cavall · e7 negres alfil · g7 negres peó · h7 negres peó · b6 negres dama · c6 negres cavall · e6 negres peó · d5 negres peó · e5 blanques peó · d4 blanques peó · a3 blanques peó · d3 blanques alfil · f3 blanques cavall · g3 blanques cavall · b2 blanques peó · g2 blanques peó · h2 blanques peó · a1 blanques torre · c1 blanques alfil · d1 blanques dama · e1 blanques rei · h1 blanques torre | a8 negres torre · c8 negres alfil · f8 negres torre · g8 negres rei · a7 negres peó · b7 negres peó · d7 negres cavall · e7 negres alfil · g7 negres peó · h7 negres peó · b6 negres dama · c6 negres cavall · e6 negres peó · d5 negres peó · e5 blanques peó · d4 blanques peó · a3 blanques peó · d3 blanques alfil · f3 blanques cavall · g3 blanques cavall · b2 blanques peó · g2 blanques peó · h2 blanques peó · a1 blanques torre · c1 blanques alfil · d1 blanques dama · e1 blanques rei · h1 blanques torre | a8 negres torre · c8 negres alfil · f8 negres torre · g8 negres rei · a7 negres peó · b7 negres peó · d7 negres cavall · e7 negres alfil · g7 negres peó · h7 negres peó · b6 negres dama · c6 negres cavall · e6 negres peó · d5 negres peó · e5 blanques peó · d4 blanques peó · a3 blanques peó · d3 blanques alfil · f3 blanques cavall · g3 blanques cavall · b2 blanques peó · g2 blanques peó · h2 blanques peó · a1 blanques torre · c1 blanques alfil · d1 blanques dama · e1 blanques rei · h1 blanques torre | a8 negres torre · c8 negres alfil · f8 negres torre · g8 negres rei · a7 negres peó · b7 negres peó · d7 negres cavall · e7 negres alfil · g7 negres peó · h7 negres peó · b6 negres dama · c6 negres cavall · e6 negres peó · d5 negres peó · e5 blanques peó · d4 blanques peó · a3 blanques peó · d3 blanques alfil · f3 blanques cavall · g3 blanques cavall · b2 blanques peó · g2 blanques peó · h2 blanques peó · a1 blanques torre · c1 blanques alfil · d1 blanques dama · e1 blanques rei · h1 blanques torre | a8 negres torre · c8 negres alfil · f8 negres torre · g8 negres rei · a7 negres peó · b7 negres peó · d7 negres cavall · e7 negres alfil · g7 negres peó · h7 negres peó · b6 negres dama · c6 negres cavall · e6 negres peó · d5 negres peó · e5 blanques peó · d4 blanques peó · a3 blanques peó · d3 blanques alfil · f3 blanques cavall · g3 blanques cavall · b2 blanques peó · g2 blanques peó · h2 blanques peó · a1 blanques torre · c1 blanques alfil · d1 blanques dama · e1 blanques rei · h1 blanques torre | 1 |
|   | a | b | c | d | e | f | g | h |   |

Blanques: Edvins Kengis Negres: Rune Djurhuus
Obertura: defensa francesa
Torneig: Gausdal International, 1991
1.e4 e6 2.d4 d5 3.Nd2 Nf6 4.e5 Nfd7 5.f4 c5 6.c3 Nc6 7.Ndf3 Qb6 8.Ne2 cxd4 9.cxd4 Be7 10.a3 0-0 11.Ng3 f6 12.Bd3 fxe5 13.fxe5 (Diagrama)
13...Ndxe5 14.dxe5 Nxe5 15.Be2 Bd7 16.Nxe5 Qf2+ 17.Kd2 Rac8 18.Qb3 Bg5+ 19.Kd3 Rf4 20.Nf3 Be8, i les blanques abandonen.